# Выкуп (телесериал)
«Вы́куп» (англ. Ransom) — телесериал международного производства, созданный Дэвидом Ваинола и спродюсированный Фрэнком Спотницем. Сериал был заказан 6 июля 2016 года. Телесериал с Люком Робертсом в главной роли выходил на телеканалах Global в Канаде, TF1 во Франции, CBS в США и RTL в Германии (оставшиеся серии вышли на сестринском канале VOX). Премьера сериала состоялась 1 января 2017 года на Global и CBS.
17 мая 2017 года сериал был официально закрыт после одного сезона. Спустя пять месяцев после закрытия CBS продлил сериал на второй сезон из 13-ти эпизодов с премьерой в 2018 году.
3 июля 2019 года канал CBS в очередной раз закрыл телесериал после третьего сезона.

## Сюжет
Сериал рассказывает о профессиональном переговорщике при захвате заложников Эрике Бомонте и его команде, которые имеют дело с самыми сложными делами по всему миру.

## В ролях

### Основной состав
- Люк Робертс — Эрик Бомонт, опытный переговорщик по кризису и заложникам.
- Назнин Контрактор — Зара Халлам, ведущий следователь группы[12].
- Брэндон Джей Макларен — Оливер Йейтс, психологический профилировщик[13].
- Сара Грин — Максин Карлсон (1-2 сезон), переговорщик по кризису и заложникам.
- Карен ЛеБлан — Синтия Уокер (2-3 сезон), кризис и переговорщик по заложникам, который работает с Эриком над делом во втором сезоне, и в конце концов присоединяется к команде в качестве замены Максин в качестве нового второго Бомонта.

### Второстепенный состав
- Эмма де Кон — Натали Денар, бывшая жена Эрика и генеральный директор страховой компании.
- Карло Рота — Дэмиан Делейн, враг из прошлого Эрика Бомонта.
- Натали Браун — Кейт Барретт, агент ФБР и девушка Эрика (сезон 3).
- Эммануэль Кабонго — Тайлер Лефебур (сезон 3).

## Обзор сезонов
| Сезон | Сезон | Эпизоды | Дата показа     | Дата показа    |
| Сезон | Сезон | Эпизоды | Премьера        | Финал          |
| ----- | ----- | ------- | --------------- | -------------- |
|       | 1     | 13      | 1 января 2017   | 15 апреля 2017 |
|       | 2     | 13      | 7 апреля 2018   | 30 июня 2018   |
|       | 3     | 13      | 16 февраля 2019 | 25 мая 2019    |

## Список эпизодов

### Сезон 1 (2017)
| № общий | № в сезоне | Название | Режиссёр | Автор сценария | Дата премьеры | Произв. код | Зрители в США (млн) |
| ------- | ---------- | -------- | -------- | -------------- | ------------- | ----------- | ------------------- |

## Производство

### Съемки
Съемочный процесс первого сезона сериала проходил в Канаде,Торонто, а также в Ницце, Франция. Восемь эпизодов были сняты в Торонто, а оставшиеся в Ницце. Второй сезон сериала снимался в Торонто и Будапеште в ноябре 2017 года, а завершились съемки в мае 2018 года. Съемки третьего сезона проходили только в Венгрии в 2018 году.